# Changuinola (ciudad)
Changuinola es una ciudad de la provincia de Bocas del Toro en Panamá, y cabecera del distrito de Changuinola. Posee la mayor población de la provincia y como centro bananero de la región, es la ciudad más importantes de la provincia. Es un paso de entrada para los turistas que vienen de Costa Rica, quienes van a visitar otras regiones de la provincia.
Changuinola no es un centro turístico, pero se pueden encontrar en sus alrededores diversos puntos de interés, incluyendo un centro comercial y restaurantes.

## Etimología
Cuenta la historia que al llegar los españoles a Panamá observaron un río caudaloso y frondoso que cuando el sol tocaba sus aguas, este resplandecía o brillaba debido a su oro, por lo cual le dieron por nombre río Estrella, luego con el pasar de los años se le cambió el nombre a río Changuinola en honor a los indios changuinos procedentes de Centroamérica.

## Historia
Hacia 1900 se empezaron a sembrar plantaciones de banano en la región de Changuinola. El distrito de Changuinola se fundó el 17 de abril de 1970.

## Demografía
En 2010 Changuinola contaba con una población de 31 223 habitantes según datos del Instituto Nacional de Estadística y una extensión de 96,7 km² lo que equivale a una densidad de población de 252,8 habitantes por km².

### Razas y etnias
- 56,93 % Indígenas[4]
- 33,56 % Mestizos
- 9,51 % Afropanameños[4]

La población indígenas es mayoritaria, principalmente los naso-tjerdi y ngäbe. También hay minorías de mestizos, afroantillanos, latinos, árabes y estadounidenses.

## Transporte
A Changuinola, se puede llegar por carretera (bus o carro) o por avión.
Por carretera desde la ciudad de Panamá por la Carretera Interamericana hasta la entrada de Gualaca, en la provincia de Chiriquí (404 kilómetros). Allí se toma la carretera que va hasta Chiriquí Grande (98 km), pasando por Gualaca y luego por la Represa Fortuna. Al llegar a Punta Peña, en Chiriquí Grande, se toma a la izquierda la carretera que va hasta Almirante (68 km) y en esta última, la carretera que va hasta Changuinola (25 km).
En avión, el Aeropuerto Internacional de Changuinola está servido por una única aerolínea, Air Panamá, que la une con Bocas del Toro y Panamá dos veces al día.